# What Evil Lurks
《What Evil Lurks》（直译：潜伏的邪恶）是英国电子组合超凡乐团的一张EP。这张12英寸黑胶唱片于1991年2月限量发行，售出约7000张。主打歌采样了20世纪30年代美国广播节目关于冒险英雄魅影奇侠的介绍，“谁知道人心中潜藏著什么样邪恶？” (What evil lurks in the heart of men)。这四首歌是连恩·豪利特在尝试获得唱片合约时发送给XL唱片的10首曲目演示的一部分。在《What Evil Lurks》发行之前，歌曲〈Android〉于1990年11月提前发行，并发布在扩展版的专辑《强力体验》中。唱片中收录了原始版本单曲〈Everybody in the Place〉，与同名单曲中最终的游乐场版本 (Fairground Version) 不同。
2004年9月27日，为庆祝XL唱片成立15周年，该EP以限量版重新发行。在荷兰，〈Android〉当时是流行歌曲，因此当地版本将其与〈Everybody in the Place〉一起作为A面，而〈What Evil Lurks〉和〈We Gonna Rock〉都是 B 面。

## 曲目列表
| 第一面 | 第一面          | 第一面 |
| 曲序   | 曲目            | 时长   |
| ------ | --------------- | ------ |
| 1.     | What Evil Lurks | 4:24   |
| 2.     | We Gonna Rock   | 4:34   |

| 第二面   | 第二面                 | 第二面 |
| 曲序     | 曲目                   | 时长   |
| -------- | ---------------------- | ------ |
| 3.       | Android                | 5:03   |
| 4.       | Everybody in the Place | 3:27   |
| 总时长： | 总时长：               | 17:30  |